# Lawrentija
Lawrentija (russisch Лавре́нтия) ist ein Dorf mit 1459 Einwohnern (Stand 14. Oktober 2010) im nordöstlichen Teil des Autonomen Kreises der Tschuktschen im äußersten Osten Russlands.

## Geographie
Das Dorf liegt auf der Tschuktschen-Halbinsel an der Südwestseite der gleichnamigen Bucht der Beringstraße, etwa 600 Kilometer nordöstlich des Kreisverwaltungszentrums Anadyr.
Lawrentija ist Verwaltungszentrum des östlichsten Rajons Russlands Tschukotski.
Der größte Teil der Einwohner von Lawrentija und Rajon sind Tschuktschen, daneben Angehörige des Eskimostammes Yupik, welche in dieser Gegend die naukanische Sprache sprechen.

## Geschichte
Das Dorf wurde 1933 an Stelle einer älteren tschuktschischen Ansiedlung als Zentrum des 1927 gegründeten Rajons und im Rahmen der Kollektivierung der Rentierzucht als „Kulturbasis“ (russisch Kultbasa) gegründet und nach der Bucht benannt. Deren Name (russisch Saliw Swjatowo Lawrentija, englisch Bay of Saint Lawrence) bezieht sich, wie auch der zu den Vereinigten Staaten gehörenden, unweit in der Beringstraße gelegenen Sankt-Lorenz-Insel, auf den christlichen Märtyrer Laurentius von Rom (russisch Lawrenti). Die Bucht erhielt ihren Namen jedoch – im Unterschied zu der von Vitus Bering 1728 benannten Insel – genau 50 Jahre später von James Cook, der sie auf seiner dritten Pazifikreise am 10. August 1778 erreichte, dem 1500. Todestag des Heiligen Laurentius.
Das Dorf entwickelte sich insbesondere im Zusammenhang mit einem hier angelegten Flughafen, der unter anderem im Zweiten Weltkrieg der Überführung amerikanischer Lend-Lease-Flugzeuge in die Sowjetunion diente, ab 1953 auch zivilen Zwecken.

### Bevölkerungsentwicklung
| Jahr | Einwohner |
| ---- | --------- |
| 1959 | 809       |
| 1970 | 1702      |
| 1979 | 2369      |
| 1989 | 3012      |
| 2002 | 1333      |
| 2010 | 1459      |

Anmerkung: Volkszählungsdaten

## Kultur und Sehenswürdigkeiten
Das Dorf besitzt ein kleines Heimatmuseum.

## Wirtschaft und Infrastruktur
Praktisch einziger Wirtschaftszweig des Rajons ist die durch Angehörige der indigenen Völker betriebene Rentierzucht; eines der Zentren befindet sich neben kleinen Versorgungs- und Reparaturbetrieben in Lawrentija.
Lawrentija besitzt einen kleinen Seehafen und mitten im Ort einen Flughafen (Saliw Lawrentija, Lawrentija-Bucht, ICAO-Code UHML), von dem eine Flugverbindung nach Anadyr besteht. Über eine 40 km lange Schotterstraße ist Lawrentija mit dem weiter westlich an der Küste gelegenen Dorf Lorino verbunden. Die letzten fehlenden größeren Brücken im Verlauf dieser Trasse über die Flüsse Loren, Kukun und Tschulchewejem (Bolschaja Akkani) wurden zwischen 2009 und 2011 errichtet.

## Fotogalerie

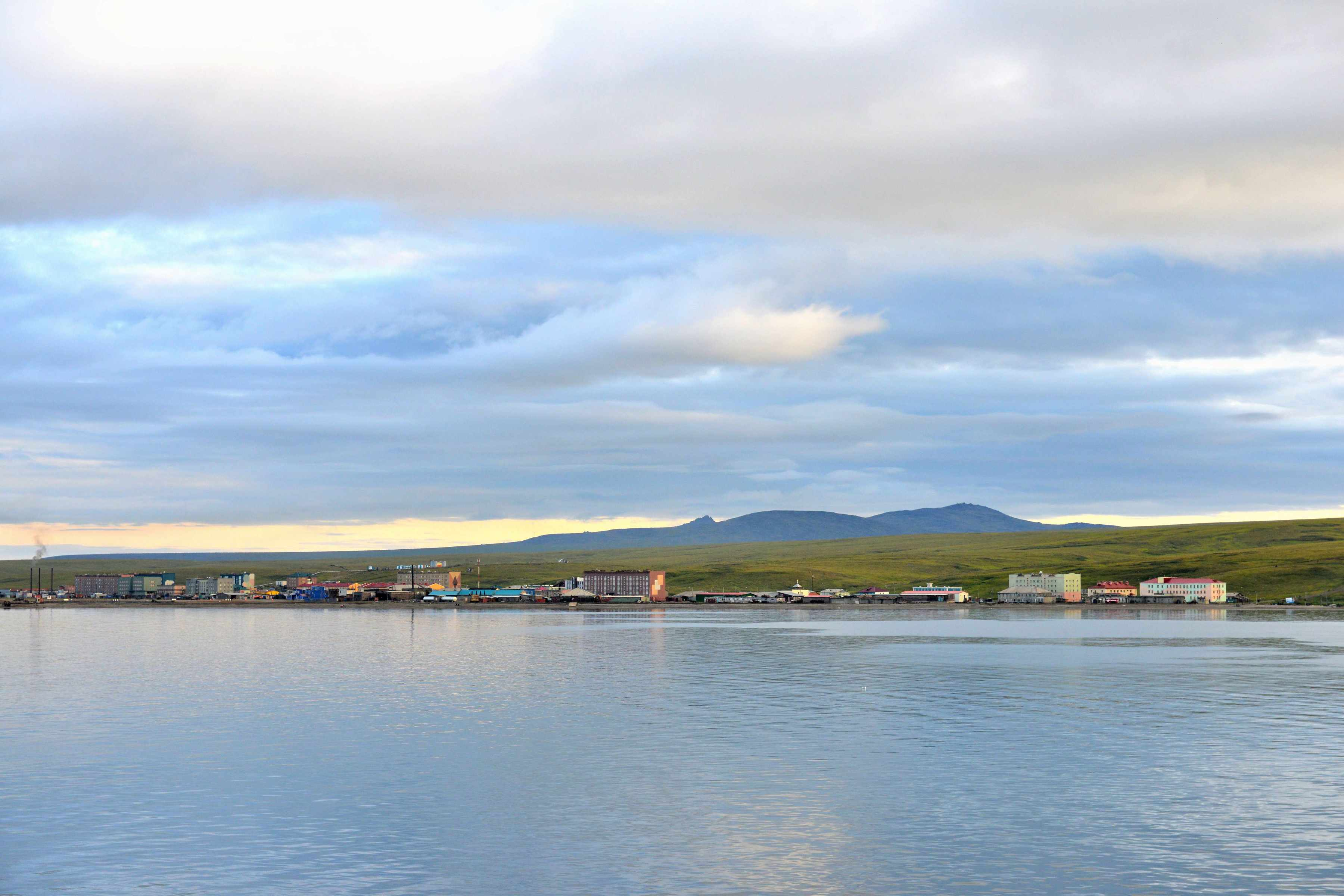
Lawrentija-Bucht an der Beringstraße
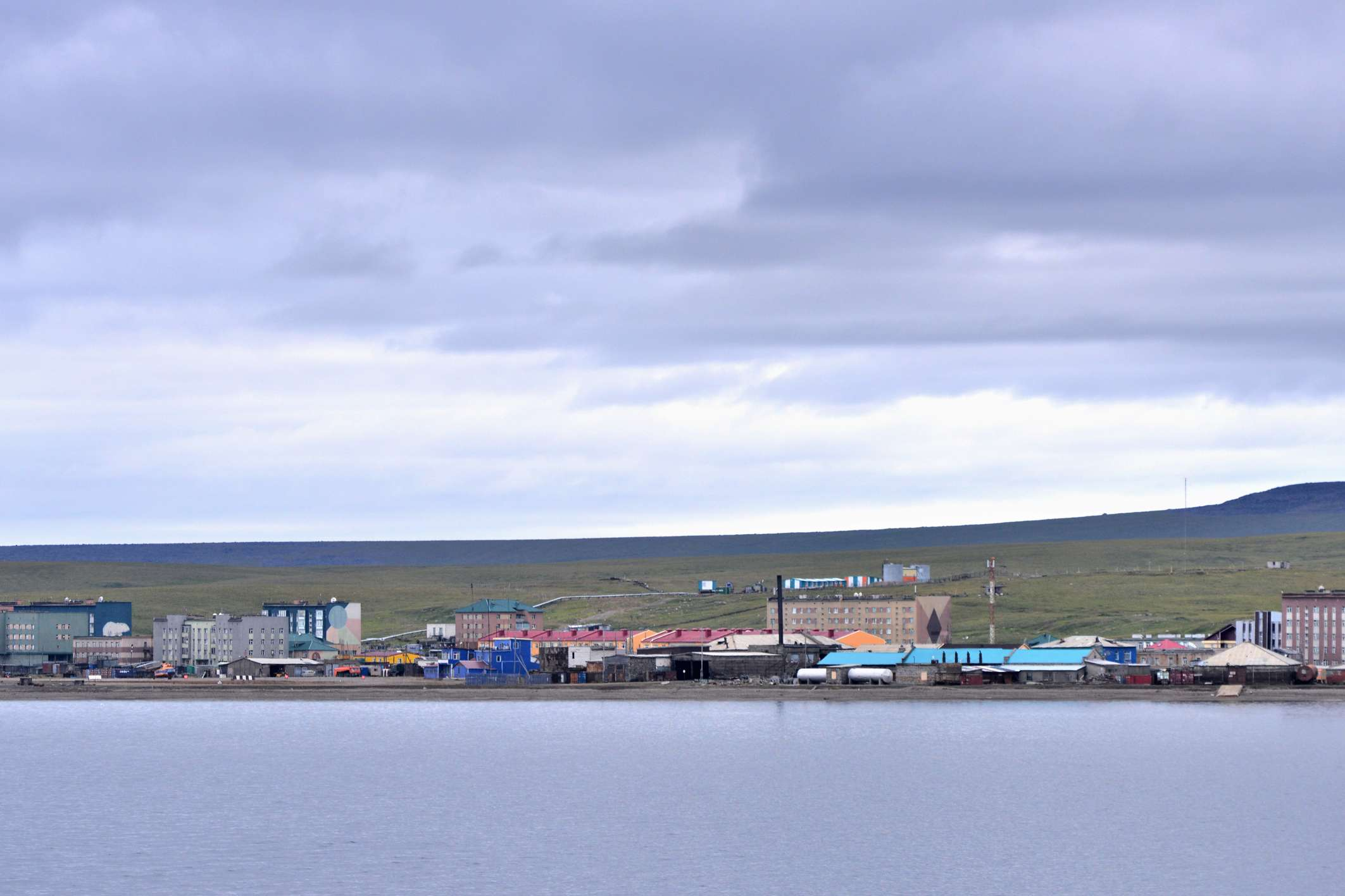
Lawrentija, Ortszentrum
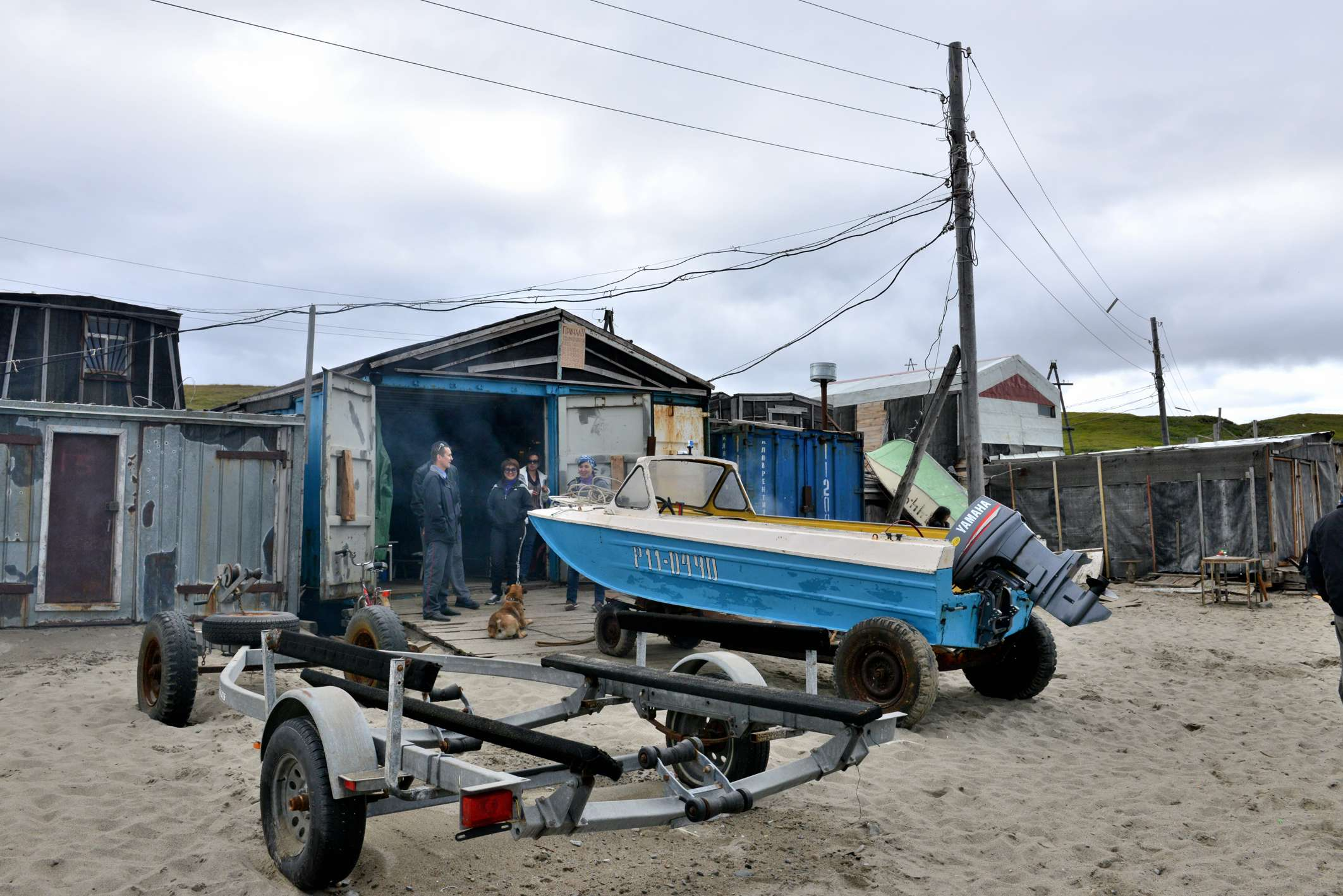
Lawrentija, Fischerhütten
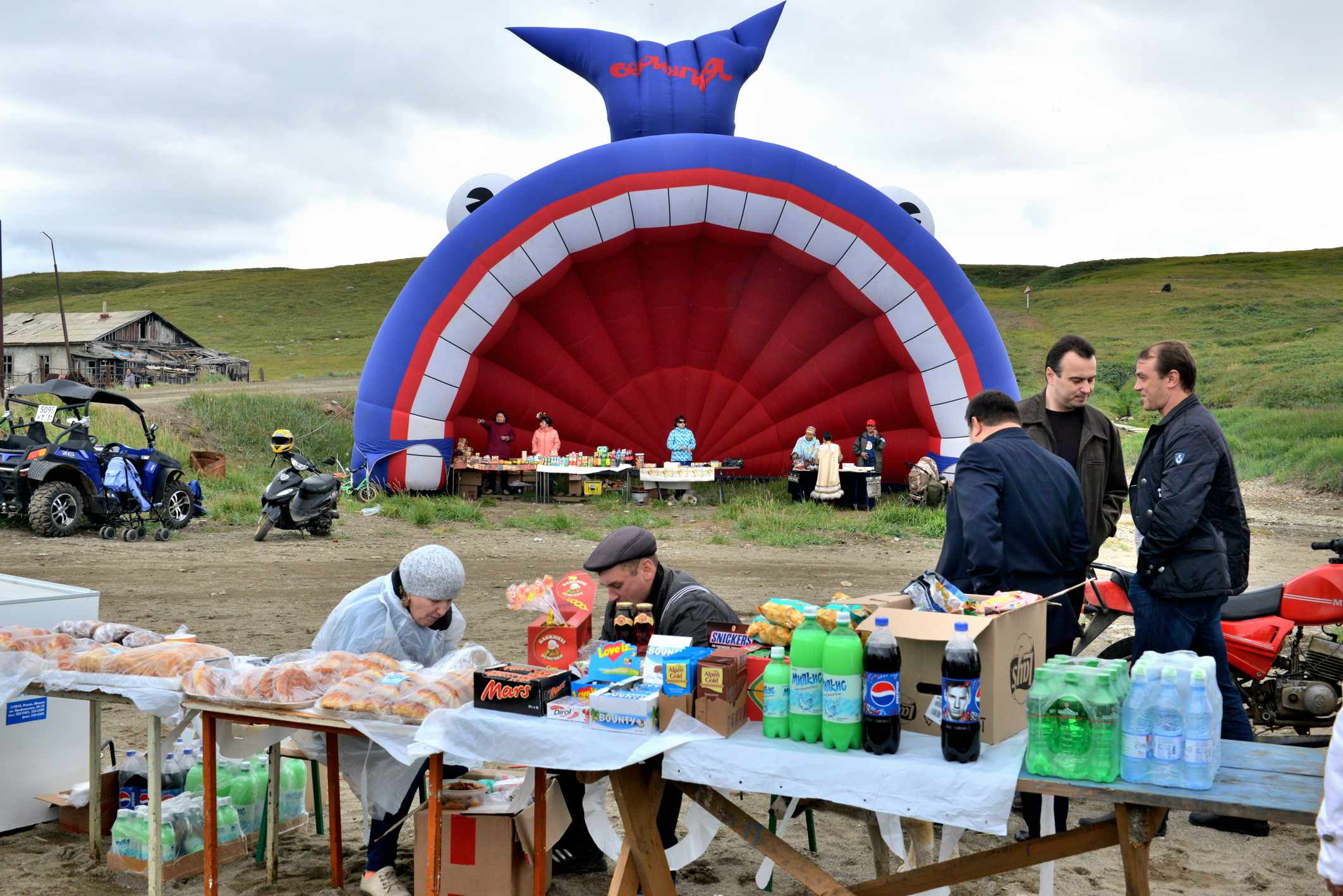
Lawrentija, Festszenen